# Pêro Vaz de Caminha
Pêro Vaz de Caminha, scritto anche Pedro Vaz de Caminha (ˈpeɾu ˈvaʃ dɨ kɐˈmiɲɐ; Porto, 1450 – Calicut, 15 dicembre 1500), è stato un esploratore portoghese che accompagnò Pedro Álvares Cabral in India nel 1500.
Caminha scrisse il resoconto dettagliato della scoperta del Brasile nell'aprile del 1500 da parte della flotta di Cabral (Carta de Pêro Vaz de Caminha, datata 1 maggio 1500). Morì durante una sommossa a Calicut, India, alla fine di quell'anno.

## Biografia
Pêro Vaz de Caminha era figlio di Vasco Fernandes de Caminha, cavaliere della casata del duca di Guimarães (poi Braganza). I suoi antenati furono tra i primi coloni di Neiva durante il regno di Ferdinando I. L'8 marzo 1476 Pêro Vaz de Caminha fu nominato mestre da balança dalla zecca reale di Porto, uno dei molti incarichi ricoperti anche dal padre. La lettera di nomina, che definiva Pêro Vaz cavaliere della casata reale, fu scritta a Toro e specificava che Pêro Vaz aveva accompagnato re Alfonso V del Portogallo in una campagna contro la Castiglia, e che forse aveva partecipato alla battaglia di Toro (2 marzo 1476). Nel 1497 fu scelto per scrivere, come assessore, le leggi del consiglio di Porto, da presentare alle cortes portoghese di Lisbona.
Nel 1500 Pêro Vaz de Caminha, già in età avanzata, fu nominato segretario della feitoria da costruire a Calicut, India, da assegnare al fattore reale Aires Correia. Correia e Caminha salparono a bordo della nave ammiraglia della seconda armada indiana di Pedro Álvares Cabral, levando le ancore da Lisbona nel marzo del 1500. Mappando buona parte dell'Atlantico meridionale, la armada avvistò casualmente il Brasile il 22 aprile 1500, ancorandosi nei pressi di Porto Seguro, Bahia. Dopo circa una settimana trascorsa sulla spiaggia, interagendo con i locali Tupiniquim, la flotta si preparò a ripartire diretta in India.
Prima di partire Cabral chiese a Pêro Vaz de Caminha di scrivere una lettera per re Manuele I del Portogallo, descrivendo la scoperta di questa nuova terra (o isola, come inizialmente credevano). La lettera di Caminha (Carta de Pêro Vaz de Caminha) fornisce un rapporto dettagliato della spedizione fino a quel punto, e parla della nuova terra e del popolo che avevano scoperto. La lettera di Caminha è datata 1 maggio ed è firmata a "deste Porto Seguro da vossa ilha da Vera Cruz" ("da questo Porto Salvo della vostra isola di Vera Croce"), nome scelto da Cabral per onorare la Esaltazione della Santa Croce (3 maggio nel calendario liturgico).
Il resoconto ufficiale di Caminha ed una lettera a parte dell'astronomo-medico Mestre João (João Faras) furono consegnate ad uno dei capitani di Cabral (Gaspar de Lemos o André Gonçalves, le fonti discordano). il quale ripartì per il Portogallo con una nave da rifornimento comprata lungo il viaggio. Il resto della flotta lasciò il Brasile il 3 maggio 1500 diretta al Capo di Buona Speranza e poi in India.
La lettera di Pêro Vaz de Caminha viene spesso considerata il "certificato di nascita" del Brasile, nonostante a causa del segreto posto dal Regno del Portogallo sulle proprie scoperte, fu pubblicata solo nel XIX secolo da padre Manuel Aires de Casal nel proprio Corografia Brasílica.
La 2° Armada giunse sulla costa del Malabar dell'India nel settembre 1500, e la fattoria fu subito fondata a Calicut (Calecute, Kozhikode). Caminha, segretario della fattoria, assunse l'incarico. Nacque subito un conflitto tra i commercianti portoghesi e le gilde di mercanti arabi in città. Trovando poco mercato per i propri beni, i portoghesi sospettarono che gli arabi stessero cercando di escluderli dal mercato delle spezie grazie ad un boicottaggio. Il reggente Zamorin di Calicut si rifiutò di intervenire, suggerendo ad Aires Correia di risolvere da solo il problema. Alla fine di dicembre del 1500, dopo che i portoghesi presero possesso dei carichi di spezie arabi nel porto, scoppiò una rivolta sui moli. La folla di Calicut invase la fattoria portoghese, uccidendo ogni portoghese presente.  Tra i 50 ed i 70 portoghesi morirono durante gli scontri, compresi il fattore Aires Correia e, si crede, il segretario del fattore Pêro Vaz de Caminha.
In una lettera reale del 3 dicembre 1501, re Manuele I del Portogallo nominò il nipote di Caminha, Rodrigo d'Osouro, a capo della zecca di Porto al posto del nonno, specificando che Pêro Vaz de Caminha era "morto in India".